# Richard Eckermann (Vizeadmiral)

Richard Eckermann (1894)

Heinrich Paul Christian Richard Eckermann (* 15. Juli 1862 bei Ratzeburg; † 13. Januar 1916 in Kiel) war ein deutscher Marineoffizier, zuletzt Vizeadmiral im Ersten Weltkrieg.

## Leben
Eckermann wurde als viertes Kind des geheimen Justizrates Karl Heinrich Rudolf Eckermann (1824–1904) und dessen Frau Marie, geb. Prehn  (1840–1873) in Ratzeburg geboren. 1864 siedelten seine Eltern nach Flensburg und 1867 nach Kiel um. Von 1869 bis 1881 besuchte er die Kieler Gelehrtenschule, auf der er 1881 das Abitur machte. In der Marinestadt Kiel aufgewachsen, beschloss er, Seeoffizier zu werden und trat am 12. April 1881 der Marine als Kadett bei.
Seine erste militärische Ausbildung erhielt er auf den Schiffen Niobe, Mars und Friedrich der Große sowie an der Marineschule in Kiel. Nach seiner Ernennung zum Seekadetten wurde er auf die Leipzig kommandiert, mit der er eine zweijährige Weltreise machte, die bis nach Ostasien führte. Von dieser Reise heimgekehrt, wurde er im November 1884 zum Unterleutnant zur See befördert und zu dem Offizierskurs an der Marineschule kommandiert.
Es folgten eine Reihe kürzerer Kommandos auf Schiffen des Schulgeschwaders, mit denen Eckermann u. a. Fahrten nach Westindien und ins Mittelmeer sowie in den Nordatlantik machte. Anschließend machte er eine eineinhalbjährige Reise auf der Ariadne nach Nord- und Südamerika sowie nach Westindien. Es schloss sich ein längeres Kommando beim Marinedetachement und der Artillerieprüfungskommission in Berlin an. Während dieser Zeit war er vorübergehend Kommandant des Torpedobootes V 6, mit dem er über Elbe, Havel und Spree nach Berlin und Potsdam ging und dort „zur Verfügung“ des Kaisers stand. In dieser Position hatte er u. a. auf den Havelseen einen Torpedo vor der kaiserlichen Familie abzufeuern, und er erhielt seinen ersten Orden, den Kronenorden IV. Klasse, vom Kronprinzen persönlich überreicht.
Dem Berliner Kommando folgten eine Reihe kürzerer Kommandierungen auf Schiffen des Schulgeschwaders, bei der Matrosendivision und bei der Torpedoabteilung in Wilhelmshaven, als 1. Offizier auf der Bremse, die Fischereischutz in der Nordsee versah, und als Kommandant auf verschiedenen Torpedobooten der Schul- und militärischen Divisionen.
Im April 1894 wurde Eckermann zum Kapitänleutnant befördert und fuhr mit dem Dampfer München nach Südamerika, um dort als Navigationsoffizier auf der Arcona und dann auf der Marie zu dienen. Auf beiden Schiffen war er insgesamt 1½ Jahre und besuchte Südamerika und Ostasien.
Nach der Heimkehr wurde Eckermann Kompanieführer in der III. Marine-Artillerie-Abteilung in Lehe bei Bremerhaven. 1897 heiratete er Marie Luise Stadtlander, Tochter des Königlich Preußischen Vizekonsuls, Reeders und Schiffsmaklers Johann Stadtlander und dessen Frau Rebecca.
In der Folgezeit erhielt er Kommandos im Reichsmarineamt in Berlin und als 1. Offizier auf der Ägir. Von März 1902 bis Juni 1903 war er Kommandant der Panther. Die erste Reise mit diesem Schiff führte den Rhein hinauf nach Düsseldorf zur Weltausstellung. Anschließend ging es nach Westindien und Südamerika, wo das Schiff das haitianische Kanonenboot Crête-à-Pierrot versenkte, das einen deutschen Dampfer gekapert hatte, an der Blockade von Venezuela teilnahm und ein längeres Artilleriegefecht mit dem venezolanischen Fort St. Carlos durchführte.
Von 1903 bis 1906 wurde Eckermann wieder zum Reichsmarineamt nach Berlin kommandiert. Von 1906 bis 1907 war er Kommandant der Brandenburg, von 1907 bis 1908 Kommandant der Braunschweig und von 1908 bis 1910 Kommandant der Schwaben. Im September 1910 wurde er zum Oberwerftdirektor der Kaiserlichen Werft Wilhelmshaven ernannt, eine Position, die er bis Februar 1914 innehielt. Von März bis August 1914 war er Inspekteur des Torpedowesens in Kiel. Kurz nach Beginn des Ersten Weltkrieges, vom 12. August 1914 bis 31. August 1914, war Eckermann Chef des VI. Geschwaders. Am 13. Oktober 1914 wurde er Vizeadmiral. Vom 12. September 1914 bis 3. Februar 1915 war er Chef des Stabes der Hochseeflotte. Er verlor diesen Posten ebenso wie sein Vorgesetzter Friedrich von Ingenohl aufgrund wiederholter Fehlschläge der Kaiserlichen Marine gegen die britische Grand Fleet. Vom 16. Februar bis 19. Juni 1915 war er Chef des I. Geschwaders.
Aufgrund einer schweren Erkrankung wurde Eckermann am 10. Juli 1915 zur Verfügung gestellt. Er starb am 13. Januar 1916 in Kiel, einen Tag nachdem er das Eiserne Kreuz erster Klasse erhalten hatte.
Eckermann war ein unbedingter Anhänger der Offensive, und die damals geübte Zurückhaltung der deutschen Flotte belastete ihn schwer. Unermüdlich war er tätig, hier eine Änderung herbeizuführen. Die ersten offensiven Unternehmungen der Flotte, die Beschießung der englischen Küste, waren auf seine Initiative zurückzuführen. Er war ein besonderer Vertrauter des Großadmirals von Tirpitz und bereits 1914 Verfechter des uneingeschränkten U-Boot Krieges.
Eckermann war verheiratet und hatte zwei Kinder, darunter den Paramilitär Richard Eckermann.

## Beförderungen
- 12. April 1881 Diensteintritt als Kadett
- 16. Mai 1882 Seekadett
- 21. November 1884 Unterleutnant zur See. U.a. Wachoffizier auf Brummer und Leipzig.
- 20. Juni 1887 Leutnant zur See. Diverse Einsätze als Wachoffizier, Kurse in Torpedo, Minensuch- und Sprengdienst.

Erstes Kommando Schultorpedoboot S 23.
- 13. April 1894 Kapitänleutnant. Navigationsoffizier auf Marie, Arcona.
- 23. September 1899 Abkommandiert als Dezernent des Admiralsstabs der Marine.
- 21. März 1901 Korvettenkapitän, 1902–1903 Kommandant Panther.
- 27. Januar 1905 Fregattenkapitän
- 7. Juli 1906 Kapitän zur See. Kommandant Brandenburg, Braunschweig und Schwaben.
- 30. September 1910 – 24. Februar 1914 Oberwerftdirektor der Kaiserlichen Werft Wilhelmshaven.
- 27. Januar 1911 Konteradmiral. Inspekteur des Torpedowesens in Kiel und bis 29. April 1914 Chef des Lehrgeschwaders.
- Nach Beginn des Ersten Weltkrieges vom 12. August 1914 – 31. August 1914 Geschwaderchef des VI. Geschwaders.
- 13. Oktober 1914 Vizeadmiral
- 12. September 1914 – 3. Februar 1915 Chef des Stabes der Hochseeflotte.
- 16. Februar 1915 – 19. Juni 1915 Geschwaderchef des I. Geschwaders.